# Chiesa della Santissima Annunziata (Marcianise)
La chiesa della Santissima Annunziata è un luogo di culto cattolico di Marcianise, in provincia di Caserta.

## Storia
Situata nel centro del paese, il progetto originale della struttura fu realizzato nel XVI secolo da Benvenuto Tortelli, ritenuto da alcune fonti imparentato con l'omonimo architetto di origine bresciana attivo negli stessi anni nel Regno di Napoli, ma già alcuni decenni più tardi Matteo Salerno vi apportò alcune modifiche. L'edificio fu successivamente restaurato ed ampliato nel XVIII secolo.

## Descrizione
Esternamente la facciata, in stile rinascimentale, appare elegante e monumentale. La chiesa è dotata di un campanile a base quadrata, non adiacente ad essa ma situato al termine di un edificio sulla destra della chiesa, realizzato nel 1574 in tufo a vista su progetto di Ambrogio Attendolo, in sostituzione di una struttura antecedente.
L'interno dell'edificio è diviso in tre navate; la navata centrale termina con un presbiterio quadrato ed è sormontata da un soffitto a cassettoni in legno dorato, al centro del quale si trova una Assunzione della Vergine realizzata nel 1697 da Francesco Solimena.
Tra le altre opere conservate nella chiesa è possibile citare una Annunciazione di Massimo Stanzione, situata alle spalle dell'altare maggiore, una Decollazione di San Giovanni Battista di fine XVI secolo del pittore fiammingo Dirk Hendricksz, nell'abside alcuni affreschi di Nicola Malinconico, alcune tele di Domenico Mondo nelle cappelle laterali e una serie di opere del pittore marcianisano Paolo De Majo sulla controfacciata e lungo le pareti della navata centrale.
Sulla cantoria situata al di sotto dell'ultima arcata tra la navata centrale e la navata di sinistra si trova l'organo a canne, costruito da un organaro di ambito napoletano tra il 1766 e il 1770 e successivamente modificato. Esso è racchiuso all'interno di una cassa lignea preesistente fastosamente decorata con rilievi e dorature e dispone di 9 registri.